# Asier Maeztu
Asier Maeztu Villalabeitia (nascido em 14 de outubro de 1977) é um ciclista espanhol. Seus melhores feitos foram conquistados em competições de ciclismo de pista, nos 4 000 m perseguição por equipes. Nesta disciplina, ele conquistou uma medalha de bronze nas Olimpíadas de 2004 em Atenas e no Campeonato Mundial de Ciclismo em Pista de 2004. Sua equipe terminou em sétimo lugar nos Jogos Olímpicos de Pequim 2008.